# Ха (двадцать шестая буква арабского алфавита)
Ха (араб. هاء‎) — двадцать шестая буква арабского алфавита. Используется для обозначения звука «h». Относится к лунным буквам.

## Соединение
Стоящая в конце слова Ха пишется, как ـه; в середине как ـهـ и в начале слова — هـ.

## Абджадия
Букве соответствует число 5.

## Произношение
Профессор Юшманов Н. В. образно описывает звук [h] таким образом: «Придыхание (как дышат, чтобы запотеть стекло)». (Грамматика арабского языка, стр. 27)
А вот что говорит Сегаль В. С.: «Это — выдох с участием голоса, как бы „придыхание“ перед гласным звуком или после него. Никакого уклада речевых органов для звука [h] не требуется: он произносится расслабленно, без всякого напряжения. Этот звук не похож ни на обычное русское [г], ни на русское [х]».
Халиль ибн Ахмад аль-Фарахиди говорил, что: «В арабском языке нет слов, которые содержат внутри своего корня буквы „ха“ [ħ] и „ха-мягкую“ [h]». Причина «непринятия» языком арабов подобного сочетания — близость мест выхода этих звуков".
Взаимоотношения «ха-мягкой» [h]" с « ‘айн» [ʔˤ]" тоже натянутые. Слова типа: هُعْخُعٌ — (перевод: «трава») считаются крайне «нелитературными» с точки зрения плохой сочетаемости звуков корня слова. Вышеупомянутое слово используется только арабами-бедуинами.